# Micronereis siciliensis
Micronereis siciliensis är en ringmaskart som beskrevs av Cantone 1971. Micronereis siciliensis ingår i släktet Micronereis och familjen Nereididae. Inga underarter finns listade i Catalogue of Life.